# Standarde JEDEC
Standardele JEDEC pentru memorie sunt specificațiile pentru circuitele de memorie semiconductoare și unități de stocare similare promulgate de Joint Electron Device Engineering Council (JEDEC) Solid State Technology Association, o organizație independentă a ingineriei semiconductorilor și un corp al standardizării. Asociată cu Electronic Industries Alliance (EIA), o asociație comerciala ce incorporează toate domeniile industriei electronice din Statele Unite, JEDEC are peste 300 membri, incluzând unele dintre cele mai mari companii din domeniul calculatoarelor.
Standardul JEDEC 100B.01 specifică termeni, unități și alte definții comune în folosința industriei semiconductorilor. JESC21-C specifică memoriile semiconductorilor de la RAM-ul static de 256 de biți până la modulele DDR3 SDRAM. În august 2011, JEDEC a anunțat că standardul DDR4 SDRAM este așteptat să fie publicat la mijlocul anului 2012.

## Scurt istoric
JEDEC a luat ființă în anul 1958 ca activitate comună între EIA și National Electrical Manufacturers Association (NEMA) pentru a dezvolta standarde pentru dispozitivele cu semiconductoare. În anul 1979 NEMA a renunțat la contribuția sa.
O primă fază a fost constituită din dezvoltarea unui sistem de numerotare pentru dispozitive, care a devenit popular în anii '60. Mai târziu, JEDEC s-a ocupat cu dezvoltarea unui sistem de numerotare a circuitelor integrate, dar acesta nu a fost acceptat în industria semiconductorilor. La sfârșitul secolului 20, organizația era cunoscută sub numele de JETEC (Joint Electron Tube Engineering Council), și era responsabilă pentru acordarea și coordonarea tipurilor de numere pentru tuburile electronice.
Abia în anul 1999, JEDEC a devenit o asociație separată sub numele său actual, dar continuând o alianță cu EAI.

## Standarde JEDEC pentru memorie
Standardele JEDEC pentru memorie reprezintă specificații pentru circuitele de memorie cu semiconductori și dispozitive de stocare similare, promulgate de către JEDEC Solid State Technology Association.
Standardul JEDEC 100B.01 specifica termeni comuni, elemente și alte definiții în uz din industria semiconductorilor. JESC21-C se adresează memoriilor cu semiconductori de la 256 static RAM pana la ultimele module DDR3 SDRAM.

## Obiectivul standardizării JEDEC
JEDEC motivează eforturile standardizării după cum urmează:
Standardele și publicațiile JEDEC sunt concepute pentru a servi interesului public, eliminând neînțelegerile dintre producători și clienți, facilitând interschimbarea și îmbunătățirea produselor, asistând clientul în alegerea și obținerea (cu un efort minim) produsului adecvat.

## Standardul JEDEC 100B.01
Standardul JEDEC 100B.01 este intitulat „Termeni, definiții și simbolul literelor pentru microcalculatoare, microprocesoare și circuite de memorie integrate”. Scopul acestui standard este acela de a promova utilizarea unanimă a simbolurilor, abrevierilor, termenilor și definițiilor în industria semiconductorilor.

### Unități de stocare a informațiilor
Aceste specificații definesc cele doua unități cunoscute de stocare a informației:
- bit (b): În sistemul de numerotare binar, oricare din cifrele 0 și 1.
- byte (B): Un byte reprezintă 8 biți.

### Prefixele unităților pentru capacitățile de stocare
Specificațiile conțin definiții ale celor mai utilizate prefixe kilo, mega și giga de cele mai multe ori în context cu unitățile byte și bit pentru a desemna multiplii ai acestor unități.
Specificațiile definesc aceste prefixe astfel:
- kilo (K): Un multiplu egal cu 1 024 (210).
- mega (M): Un multiplu egal cu 1 048 576 (220).
- giga (G): Un multiplu egal cu 1 073 741 824 (230).

Specificațiile indică faptul că aceste prefixe sunt incluse în document doar pentru a arăta utilizarea comună.
Toate standardele JEDEC evită utilizarea termenilor megabit, megabyte, gigabyte, terabyte etc. și fac referire la capacități de memorie utilizând numere urmate de unități (64Mb, 256MB, 1GB sau 4TB).